# 魏勒斯巴赫
魏勒斯巴赫是德国巴伐利亚州的一个市镇。总面积8.61平方公里，总人口2003人，其中男性999人，女性1004人（2011年12月31日），人口密度233人/平方公里。